# 일본에 어서 오세요 엘프 씨.
《일본에 어서 오세요 엘프 씨.》(일본어: 日本へようこそエルフさん。 니혼에 요코소 에루후 산[*])은 마키시마 스즈키가 지은 일본의 라이트 노벨이다. 원래 소설가가 되자에서 2017년 2월부터 연재되고 있는 온라인 소설이며, 2018년 8월부터 HJ 노벨스(하비 재팬)에서 서적화되어 간행되고 있다. 서적판의 일러스트는 얏펜이 담당하고 있다.

## 줄거리
정시 퇴근을 유의하는 샐러리맨 키타세 카즈히로는 잠을 자면 검과 마법의 판타지한 꿈의 세계를 모험하는 신기한 체험을 하고 있었다. 그러던 어느 날, 꿈의 세계에서 만난 엘프 마리(마리아벨)와 함께 나즈루나즈루 유적을 모험 중에 마도룡 우리도라에게 습격당해, 그 브레스로 마리와 함께 구워져 버린다. 이튿날 아침, 카즈히로는 평소대로 현실 세계의 침대 속에서 일어나지만, 옆에는 꿈의 세계의 주민이었을 것인 마리가 현실 세계에 와 있었다. 이렇게 카즈히로는 현실 세계에서 마리와의 동거 생활을 보내게 되었다.

## 등장인물
키타세 카즈히로(北瀬 一廣)/카즈히호(カズヒホ)
성우 - 코바야시 유스케, 와타나베 케이코(어린 시절)
도쿄도 고토구에 거주하는 샐러리맨으로, 본작의 주인공. 카즈히호는 꿈의 세계에서의 이름으로, 팔찌에 이름을 등록할 때에 한 글자 실수해 버려, 카즈히호로 해 버렸다. 아오모리에 할아버지가 있다.
마리아벨(マリア―ベル)
성우 - 혼도 카에데
카즈히호의 모험가 동료인 엘프. 남녀 불문하고 모두가 볼 수 버리는 미소녀이지만, 장명종이기 때문에 실제 나이는 100세를 넘는다.
우리도라(ウリドラ)
성우 - 우치야마 유미
카즈히호와 마리가 나즈루나즈루 유적의 최심부에서 만난 마도룡이라고 불리는 거대한 드래곤.
뮤이(ミュイ)
성우 - 사사키 리코
고양이족 소년.

## 기간 일람
- 마키시마 스즈키(저)·얏펜(일러스트) 《일본에 어서 오세요 엘프 씨.》 하비 재팬 〈HJ 노벨스〉
  1. 2018년 8월 25일 발매, ISBN 978-4-7986-1735-0
  2. 2018년 12월 22일 발매, ISBN 978-4-7986-1843-2
  3. 2019년 5월 24일 발매, ISBN 978-4-7986-1912-5
  4. 2019년 9월 21일 발매, ISBN 978-4-7986-2001-5
  5. 2020년 2월 22일 발매, ISBN 978-4-7986-2107-4
  6. 2020년 7월 22일 발매
  7. 2021년 7월 19일 발매
  8. 2022년 10월 19일 발매
  9. 2023년 10월 19일 발매
  10. 2025년 1월 18일 발매

## TV 애니메이션
2023년 12월 28일에 애니메이션화 기획이 진행중이라는 것이 발표되었다. 2025년 1월부터 3월까지 AT-X 등에서 방송되었다.

### 스태프
- 원작 - 마키시마 스즈키
- 캐릭터 원안 - 얏펜
- 만화 - 아오노 시타
- 감독 - 키타하타 토오루
- 시리즈 구성·각본 - 요시나가 아야
- 캐릭터 디자인 - 히라야마 마도카, 호리이 쿠미
- 프롭 디자인 - 아키시노 Denforword 히요리
- 미술 감독 - 사카가미 히로후미, 오카야마 유미
- 색채 설계 - 마츠야마 아이코
- 촬영 감독 - 사이토 토모미
- 편집 - 우츠노미야 마사키
- 음향 감독 - 모리시타 히로토
- 음향 제작 - 닥스 프로덕션
- 음악 - 하라 카나코
- 음악 제작 - 란티스
- 프로듀서 - 사사키 슈타, 와다 유이치로, 아오이 히로유키, 카시무라 에미, 마츠다 슌스케, 오오와다 토모유키, 이이즈카 아야, 사카미 히로토, 오자와 후미히로
- 애니메이션 프로듀서 - 우라카와 쇼타
- 애니메이션 제작 - Zero-G
- 제작 - 일본에 어서 오세요 엘프 씨. 제작위원회

### 주제가
Palette Days
사사키 리코에 의한 오프닝 테마. 작사는 마사키 에리카, 작곡·편곡은 KOUGA.
Yummy Yummy
히구치 카에데, 카나에에 의한 엔딩 테마. 작사·작곡은 야마다 토모카즈, Yo-SK, 편곡은 시라토 유스케.

### 에피소드 목록
| 화수 | 각본                                                       | 그림 콘티       | 연출              | 작화 감독 | 총작화 감독                                 | 방송일          |
| ---- | ---------------------------------------------------------- | --------------- | ----------------- | --- | ------------------------------------------- | --------------- |
| #1   | おはよう、エルフさん。 좋은 아침, 엘프 씨                  | 키타하타 토오루 | 키타하타 토오루   | 야츠 미야코 오자와 마도카 | 히라야마 마도카 호리이 쿠미 야스다 요시타카 | 2025년 1월 10일 |
| #2   | カツ丼ですよ、エルフさん。 돈가스 덮밥이에요, 엘프 씨      | 마스다 토시히코 | 우츠노미야 마사키 | 마나베 히사테루 카토 테루요 BEEP | 히라야마 마도카 호리이 쿠미 야스다 요시타카 | 1월 17일        |
| #3   | 失われた魔石 잃어버린 마석                                 | 니시모리 아키라 | 모리 미네야       | 사쿠라이 타쿠로 이노우에 요시카츠 장금호 | 히라야마 마도카 호리이 쿠미 야스다 요시타카 | 1월 24일        |
| #4   | おやすみなさい、エルフさん。 잘 자요, 엘프 씨              | 아케비 류이치   | JOL짱             | 오다 마유미 야나기노 타츠오 타마리 에이지 마츠무라 야스노리 모리 에츠히토 키타지마 유키 야마구치 야스노리 스튜디오 에버그린 鄭州点線一幀文化伝媒有限公司 | 히라야마 마도카 호리이 쿠미 야스다 요시타카 | 1월 31일        |
| #5   | 夢幻剣士 몽환 검사                                         | 니시모리 아키라 | 쿠라야 료이치     | 사와다 히로노리 요시오카 토시유키 Triple A 원 오더 孙振亮 丘 味增拉面 梦润                                                                               | 히라야마 마도카 호리이 쿠미                 | 2월 7일         |
| #6   | フレンチですよ、エルフさん。 프렌치예요, 엘프 씨           | 아케비 류이치   | 타카바야시 히사야 | 오자와 마도카 야츠 미야코 야마구치 야스노리 마나베 히사테루 BEEP                                                                                         | 히라야마 마도카 호리이 쿠미                 | 2월 14일        |
| #7   | 輝く魔石 빛나는 마석                                       | 마스다 토시히코 | 쿠라야 료이치     | 오자와 마도카 야츠 미야코 카토 테루요 마나베 히사테루 | 히라야마 마도카 호리이 쿠미 야스다 요시타카 | 2월 21일        |
| #8   | 日本へようこそ、魔導竜さん。 일본에 어서 오세요, 마도룡 씨 | 니시모리 아키라 | 키타하타 토오루   | 過灿 徐小山 猪猪 劉簾 参窦 拾月動画 无锡市樱花卡通有限公司 Triple A                                                                                      | 히라야마 마도카 호리이 쿠미 야스다 요시타카 | 2월 28일        |
| #9   | 天啓と愚直 오라클과 어니스트                               | 마스다 토시히코 | 키타하타 토오루   | 過灿 徐小山 猪猪 但尹楊 魏丽娟 劉簾 参窦 拾月動画 无锡市樱花卡通有限公司 Triple A                                                                        | 히라야마 마도카 호리이 쿠미 야스다 요시타카 | 3월 7일         |
| #10  | 楽しい古代迷宮 신나는 고대 미궁                            | 니시모리 아키라 | 타카바야시 히사야 | 오자와 마도카 마나베 히사테루 카토 테루요 세븐시즈 Triple A BEEP                                                                                         | 히라야마 마도카 호리이 쿠미 야스다 요시타카 | 3월 14일        |
| #11  | ぶらり青森、二人と一匹。 아오모리 여행, 두 사람과 한 마리  | 이와나가 다이지 | 이와나가 다이지   | - | 야스다 요시타카                             | 3월 21일        |
| #12  | 桜吹雪ですよ、エルフさん。 꽃보라예요, 엘프 씨             | 키타하타 토오루 | 키타하타 토오루   | 사와다 히로노리 야츠 미야코 마나베 히사테루 카토 테루요 Triple A                                                                                         | 히라야마 마도카 호리이 쿠미 야스다 요시타카 | 3월 28일        |

| 마이니치 방송·TBS 텔레비전 아니메이즘 B1 | 마이니치 방송·TBS 텔레비전 아니메이즘 B1 | 마이니치 방송·TBS 텔레비전 아니메이즘 B1 |
| 이전 작품                                | 작품명                                   | 다음 작품                                |
| ---------------------------------------- | ---------------------------------------- | ---------------------------------------- |
| 마법사가 되지 못한 여자아이의 이야기     | 일본에 어서 오세요 엘프 씨.              | 불꽃 소방대 3장(제1쿨)                   |